# Bupleurum gracillimum
Bupleurum gracillimum är en flockblommig växtart som beskrevs av Johann Friedrich Klotzsch. Bupleurum gracillimum ingår i släktet harörter, och familjen flockblommiga växter. Inga underarter finns listade i Catalogue of Life.